# Alejandro Restrepo
Alejandro Restrepo Mazo (Medellín, Antioquia, 30 de enero de 1982) es un entrenador colombiano. Actualmente dirige al Independiente Medellín de la Categoría Primera A de Colombia.

## Formación académica
Restrepo es licenciado en educación física de la Universidad de Antioquia, con especialización de entrenador de fútbol de la ATFA (Asociación de Técnicos del Fútbol Argentino).

## Trayectoria

### Selecciones juveniles
Con una larga trayectoria en el fútbol del departamento de Antioquia, tras su carrera como jugador se ligó a la dirección técnica en categorías juveniles. Como estratega estuvo a cargo de las selecciones Antioquia categoría prejuvenil, juvenil e infantil, donde consiguió cinco títulos nacionales. Tuvo un paso por la Selección Colombia Sub-17, donde alcanzó el hexagonal final del Sudamericano 2015 jugado en Paraguay.

### Atlético Nacional
Con Atlético Nacional, Restrepo se convirtió en director técnico del equipo sub-20 en 2020 y desde entonces realizó un proceso de acercamiento al equipo profesional, ya que también asumió como estratega encargado, tras la salida del brasilero Paulo Autuori. En junio de 2021 fue anunciado como director técnico del primer equipo, tras la salida de Juan Carlos Osorio.

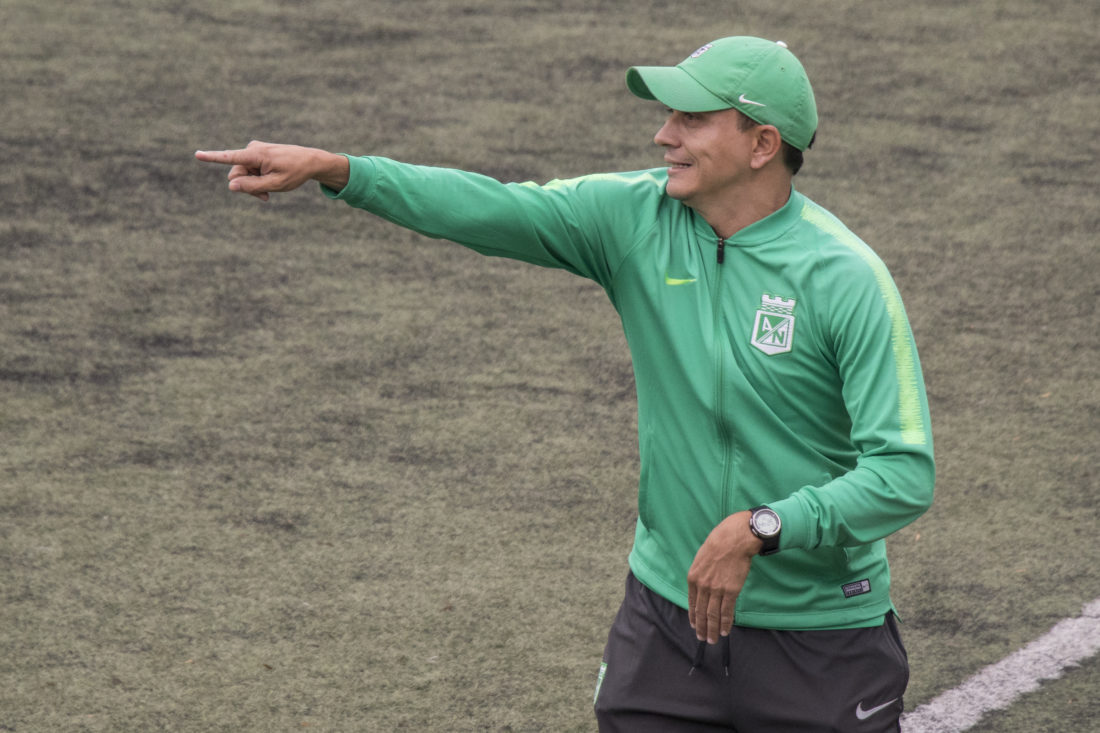
Alejandro Restrepo durante su etapa de DT del Atlético Nacional.

### Deportivo Pereira
Asumió la dirección técnica del Deportivo Pereira en mayo de 2022, destacándose al clasificar a los cuadrangulares semifinales en su primer semestre. En el segundo semestre, condujo al equipo a su mejor desempeño histórico, alcanzando la final y venciendo al Deportivo Independiente Medellín para lograr el primer título de la Primera División en la historia del club.
En 2023 no llega a tener los resultados esperados en el rentado local siendo subcampeón de la Superliga y sin llegar a clasificar al cuadrangular semifinal en la primera división, mientras que en la Copa Libertadores tiene una gran presentación alcanzando los cuartos de final en donde cayó goleado 4-0 frente a Palmeiras. Paralelamente, tras la dilatada renovación del entrenador Alberto Gamero con Millonarios las directivas del equipo embajador entablaron conversiones con Restrepo como primera opción a llegar al banquillo azul, aunque finalmente el DT samario renovó su contrato y un mes más tarde Restrepo daría por terminado el suyo con Deportivo Pereira.
El día 11 de noviembre de 2023, Restrepo anunció su salida de manera unilateral al no renovar su contrato luego de un año y medio en club matecaña.

### Alianza Lima
El 24 de noviembre de 2023 por la mañana, el Club Alianza Lima anunció oficialmente a Alejandro Restrepo como el entrenador para la temporada 2024. Tras un torneo apertura irregular y luego de perder el Superclásico del fútbol peruano contra Universitario, el 27 de julio de 2024, el club anunció que ya no continuaría al mando del equipo.

## Clubes

### Como formador
| País     | Club                                    | Año         |
| -------- | --------------------------------------- | ----------- |
| Colombia | Club Deportivo Estudiantil              | 2004 - 2012 |
| Colombia | Selección Antioquia                     | 2013 - 2014 |
| Colombia | Club Deportivo Estudiantil              | 2016 - 2018 |
| Colombia | Divisiones menores de Atlético Nacional | 2019 - 2021 |

### Como asistente técnico
| País     | Club                                   | Año       | Asistente de      |
| -------- | -------------------------------------- | --------- | ----------------- |
| Colombia | Selección de fútbol sub-17 de Colombia | 2014-2015 | Juan Camilo Pérez |

### Como entrenador
| Equipo                       | Periodo                 | Periodo                 |
| Equipo                       | Desde                   | Hasta                   |
| ---------------------------- | ----------------------- | ----------------------- |
| Atlético Nacional · Colombia | 24 de mayo de 2019      | 5 de junio de 2019      |
| Atlético Nacional · Colombia | 5 de noviembre de 2020  | 29 de noviembre de 2020 |
| Atlético Nacional · Colombia | 9 de junio de 2021      | 1 de marzo de 2022      |
| Deportivo Pereira · Colombia | 20 de mayo de 2022      | 11 de noviembre de 2023 |
| Alianza Lima · Perú          | 24 de noviembre de 2023 | 27 de julio de 2024     |

## Estadísticas como entrenador
| Equipo                            | Div.                | Temporada           | Liga | Liga | Liga | Liga |    | Copa | Copa | Copa | Copa |   | Internacional | Internacional | Internacional | Internacional |   | Otros | Otros | Otros | Otros |    | Totales     | Totales | Totales | Totales | Totales |
| Equipo                            | Div.                | Temporada           | PD   | G    | E    | P    | PD | G    | E    | P    | PD   | G | E             | P             | PD            | G             | E | P     | PD    | G     | E     | P  | Rendimiento |         |         |         |         |
| --------------------------------- | ------------------- | ------------------- | ---- | ---- | ---- | ---- | -- | ---- | ---- | ---- | ---- | - | ------------- | ------------- | ------------- | ------------- | - | ----- | ----- | ----- | ----- | -- | ----------- | ------- | ------- | ------- | ------- |
| Atlético Nacional · Colombia      | 1.ª                 | 2019 (e)            | 3    | 1    | 0    | 2    | ―  | ―    | ―    | ―    | 1    | 1 | 0             | 0             | ―             | ―             | ― | ―     | 4     | 2     | 0     | 2  | 50%         |         |         |         |         |
| Atlético Nacional · Colombia      | 1.ª                 | 2020 (e)            | 4    | 3    | 0    | 1    | 1  | 0    | 1    | 0    | ―    | ― | ―             | ―             | ―             | ―             | ― | ―     | 5     | 3     | 1     | 1  | 66.67%      |         |         |         |         |
| Atlético Nacional · Colombia      | 1.ª                 | 2021                | 26   | 13   | 9    | 4    | 8  | 5    | 1    | 2    | ―    | ― | ―             | ―             | ―             | ―             | ― | ―     | 34    | 18    | 10    | 6  | 63.36%      |         |         |         |         |
| Atlético Nacional · Colombia      | 1.ª                 | 2022                | 9    | 5    | 2    | 2    | ―  | ―    | ―    | ―    | 1    | 0 | 0             | 1             | ―             | ―             | ― | ―     | 10    | 5     | 2     | 3  | 56.67%      |         |         |         |         |
| Atlético Nacional · Colombia      | Total               | Total               | 42   | 22   | 11   | 9    | 9  | 5    | 2    | 2    | 2    | 1 | 0             | 1             | 0             | 0             | 0 | 0     | 53    | 28    | 13    | 12 | 60.3%       |         |         |         |         |
| Deportivo Pereira · Colombia      | 1.ª                 | 2022                | 28   | 13   | 7    | 8    | ―  | ―    | ―    | ―    | -    | - | -             | -             | ―             | ―             | ― | ―     | 28    | 13    | 7     | 8  | 54.76%      |         |         |         |         |
| Deportivo Pereira · Colombia      | 1.ª                 | 2023                | 40   | 11   | 11   | 18   | 6  | 4    | 1    | 1    | 10   | 3 | 4             | 3             | 2             | 0             | 0 | 2     | 58    | 18    | 16    | 24 | 40.23%      |         |         |         |         |
| Deportivo Pereira · Colombia      | Total               | Total               | 68   | 24   | 18   | 26   | 6  | 4    | 1    | 1    | 10   | 3 | 4             | 3             | 2             | 0             | 0 | 2     | 86    | 31    | 23    | 32 | 44.96%      |         |         |         |         |
| Alianza Lima · Perú               | 1.ª                 | 2024                | 18   | 11   | 0    | 7    | ―  | ―    | ―    | ―    | 6    | 0 | 4             | 2             | ―             | ―             | ― | ―     | 24    | 11    | 4     | 9  | 51.39%      |         |         |         |         |
| Alianza Lima · Perú               | Total               | Total               | 18   | 11   | 0    | 7    | ―  | ―    | ―    | ―    | 6    | 0 | 4             | 2             | ―             | ―             | ― | ―     | 24    | 11    | 4     | 9  | 51.39%      |         |         |         |         |
| Independiente Medellín · Colombia | 1.ª                 | 2024                | 14   | 6    | 5    | 3    | 6  | 4    | 0    | 2    | 4    | 1 | 3             | 0             | ―             | ―             | ― | ―     | 24    | 11    | 8     | 5  | 56.94%      |         |         |         |         |
| Independiente Medellín · Colombia | 1.ª                 | 2025                | 35   | 16   | 12   | 7    | 2  | 1    | 1    | 0    | -    | - | -             | -             | ―             | ―             | ― | ―     | 37    | 17    | 13    | 7  | 57.66%      |         |         |         |         |
| Independiente Medellín · Colombia | Total               | Total               | 49   | 22   | 17   | 10   | 8  | 5    | 1    | 2    | 4    | 1 | 3             | 0             | 0             | 0             | 0 | 0     | 61    | 28    | 21    | 12 | 57.38%      |         |         |         |         |
| Total en su carrera               | Total en su carrera | Total en su carrera | 177  | 79   | 46   | 52   | 23 | 14   | 4    | 5    | 22   | 5 | 11            | 6             | 2             | 0             | 0 | 2     | 224   | 98    | 61    | 65 | 52.83%      |         |         |         |         |
| 1. 2. 3.                          |                     |                     |      |      |      |      |    |      |      |      |      |   |               |               |               |               |   |       |       |       |       |    |             |         |         |         |         |

#### Resumen por competencias
| Competición                  | Partidos | Ganados | Empatados | Perdidos | %      | Resultado        |
| ---------------------------- | -------- | ------- | --------- | -------- | ------ | ---------------- |
| Primera División de Colombia | 159      | 68      | 46        | 45       | 52.41% | Campeón          |
| Copa Colombia                | 23       | 14      | 4         | 5        | 66.67% | Campeón          |
| Superliga de Colombia        | 2        | 0       | 0         | 2        | 0%     | Subcampeón       |
| Primera División del Perú    | 18       | 11      | 0         | 7        | 61.11% | 4.º lugar        |
| Copa Libertadores            | 17       | 3       | 8         | 6        | 33.34% | Cuartos de final |
| Copa Sudamericana            | 5        | 2       | 3         | 0        | 60%    | Cuartos de final |
| Total                        | 224      | 98      | 61        | 65       | 52.83% | 2 Títulos        |

## Palmarés

### Títulos nacionales
| Título              | Club              | País     | Año  |
| ------------------- | ----------------- | -------- | ---- |
| Copa Colombia       | Atlético Nacional | Colombia | 2021 |
| Torneo Finalización | Deportivo Pereira | Colombia | 2022 |